# Prionospio depauperata
Prionospio depauperata är en ringmaskart som beskrevs av Imajima 1990. Prionospio depauperata ingår i släktet Prionospio och familjen Spionidae. Inga underarter finns listade i Catalogue of Life.